# Милош Бабић (фудбалер)
Милош Бабић (Бања Лука, 10. септембар 1981) је босанскохерцеговачки фудбалер српског порекла који тренутно наступа за фудбалски клуб БСК Бања Лука. Висок је 182 центиметра и игра на позицији дефанзивног везног.
Претходно је играо за клубове ФК Обилић, ФК Панилиакос, ФК Борац Бања Лука, ФК Сарајево, ФК Лакташи и ФК Леотар.

## Трофеји
- ФК Сарајево
  - Шампион Премијер лиге Босне и Херцеговине: 2006/07.